# Rżyska
Rżyska – wieś w Polsce położona w województwie mazowieckim, w powiecie wołomińskim, w gminie Radzymin. Ma status sołectwa.
W latach 1975–1998 miejscowość administracyjnie należała do województwa warszawskiego.
Wierni Kościoła rzymskokatolickiego należą do parafii św. Faustyny Kowalskiej w Helenowie lub do parafii św. Jana Pawła II w Radzyminie.

## Historia
Według danych ze Słownik geograficzny Królestwa Polskiego z 1889 roku wieś  miała 79 mieszkańców i 230 morg dworskich oraz 241 morg włościańskich. Natomiast w 1827 były 3 domy i 13 mieszkańców. Rżyska wchodziła w skład dóbr Kraszew.